# Revolution Poetry
Revolution Poetry var en konstnärlig rörelse och plattform med fokus på Spoken Word som startade 2009 i Stockholm av Nachla "Libre” Vargas Alaeb, Aladin Bewar Zakholi och ”Lilla” Namo Marouf. Revolution Poetry arbetade med att skapa en scen för röster från Stockholms förorter. De har turnerat runt i Sverige och uppträtt på såväl parkteatrar till mer etablerade kulturscener så som Unga Klara, Dramaten, Backa Teater och Malmö stadsteater osv. Revolution Poetry har även hållit i workshops och poesiskolor för ungdomar. År 2015 tilldelades Revolution Poetry Lavapriset i litteratur av Kulturhuset i Stockholm. 2016 sändes en dokumentärfilm om rörelsen som visades på Sveriges Television, dokumentären regisserades av Magnus Johansson Samma år vann de priset "Årets politiska" på Scenkonstgalan i Göteborg. År 2018 gav Bonnier Carlsen ut antologin Revolution Poetry.